# Courtrock
Courtrock az Amerikai Egyesült Államok északnyugati részén, Oregon állam Grant megyéjében elhelyezkedő önkormányzat nélküli település.
Nevét a Courthouse-szikláról kapta. Az 1926 áprilisa és 1953. május 31-e között működő posta első vezetője Viola A. Lauder volt.

## Fordítás
- Ez a szócikk részben vagy egészben  a   Courtrock, Oregon című angol Wikipédia-szócikk ezen változatának fordításán alapul.  Az eredeti cikk szerkesztőit annak laptörténete sorolja fel. Ez a jelzés csupán a megfogalmazás eredetét és a szerzői jogokat jelzi, nem szolgál a cikkben szereplő információk forrásmegjelöléseként.